# Tassilo von Zollern

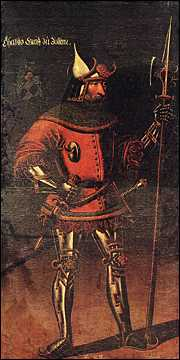
Tassilo von Zollern. Ölgemälde, 17. Jahrhundert

Tassilo von Zollern ist ein fiktiver Ahnherr der Hohenzollern. Er galt jahrhundertelang als der erste Zollerngraf. Die Existenz Tassilos wurde im 19. Jahrhundert widerlegt, tatsächlich hat die Familiengeschichte der Hohenzollern mit Burkhard und Wezil von Zollern im Jahr 1061 begonnen.

## Geschichte
Der Historiker Johann Basilius Herold erfand den Ahnherrn, nachdem er 1560 von Karl I. von Hohenzollern mit Geschichtsforschungen beauftragt wurde. Die Herkunft wurde in der Zeit des Humanismus erdacht.
Demnach sei Tassilo von Zollern vor 800 als Sohn von Isembard und seiner Gemahlin Irmentrud geboren worden. Seine Mutter sei eine Tochter von Karl dem Großen gewesen. Der Graf habe seinen Sitz auf der Burg Hohenzollern gehabt. Nachweise zu seiner Existenz solle es anhand von Dokumenten des Klosters Muri geben. Tassilo habe weiter an mehreren Feldzügen für Karl den Großen teilgenommen. Der Name der Gemahlin wird nicht überliefert. Genannt wurden allerdings seine vier Söhne, wobei der dritte Sohn Friedrich sich als Graf zu Hechingen bezeichnete. Die Stadt Hechingen und die Stammburg Hohenzollern existierten nach dieser Auffassung bereits.
Der fiktive Vorfahre wird zudem im 18. Jahrhundert in den Werken von Friedrich dem Großen erwähnt.